# Francisco Egózcue
Francisco "Pancho" Egózcue de Los Santos, né en 1956 en Basse-Californie au ranch de ses parents originaires de Loizou (vallée de Erro), est un pilote automobile de courses de côte espagnol et mexicain.

## Biographie
Il débute en sport automobile en Espagne en 1977 sur Simca 1000.
Dès 1980 il participe au championnat basco-navarrais de la montagne sur Selex, mais en 1982 un grave accident à Jaizkibel le tient éloigné du monde de la compétition durant deux années.
Il reprend en 1984, en championnat basco-navarrais et espagnol.
Sa carrière en compétitions européennes de la montagne s'étend ensuite entre 1985 et 2010. 
Il conduit des Lola-BMW (1984 à 1988), Osella (1989 à 1995), BMW M3 (1996 à 1998), Martini Mk 42-BMW F2 (1999 à 2002), Reynard (2002 à 2005), ou encore SpeedCar (entre 2006 et 2010, notamment en championnat d'Europe à Al Fito à plusieurs reprises). En 1993 il remplace son Osella PA12 par une PA9/90 qui lui apporte ses plus beaux succès, et qu'il vend en 1995 pour passer sur BMW M3.
Il a également participé aux 24 Heures du Mans en 1990, sur Spice SE 90 C Moteur Cosworth DFR V8 3 500 cm3 (non qualifié).

## Palmarès

### Titres
- Double Champion d'Europe de la montagne de Catégorie II, en 1993 et 1994 (sur Osella PA9/90-BMW (Gr. C3));
- Quintuple Champion d'Espagne de la montagne, en 1987 (Lola-BMW), 1988 et 1989 (Osella PA10- BMW), ainsi que 1993 et 1994 (Osella PA9/90-BMW) (victoires à  Badostain, Urbasa, Jaizquibel...);
  - Vice-champion d'Espagne de la montagne, en 1986 (derrière Joan Vinyes);

### Principales victoires en Championnat d'Europe de courses de côte
- 1991: Pecs;
- 1991: Cesana Sestrières;
- 1993 et 1994: Jaizkibel;
- 1993: Šternberk;
- 1993 et 1994: coppa Bruno Carotti (Rieti);
- 1994: rampa da Falperra;
- 1994: Pian Camuno (Monte Campione);
- 1995: Rechberg;

### Autres victoires notables
- 1987 et 1989: Al Fito.